# Henri Lapierre
Henri Lapierre (* 5. Juli 1898 in Foëcy; † 30. August 1980 in Mehun-sur-Yèvre) war ein französischer Autorennfahrer.

## Karriere als Rennfahrer
Henri Lapierre war in seiner Karriere zweimal beim 24-Stunden-Rennen von Le Mans am Start. Beide Male war Fernand Gabriel sein Teampartner im Ariès 8-10 CV. 1924 erreichte das Duo den 11. Gesamtrang und den Sieg in der Klasse für Fahrzeuge bis 1,1 Liter Hubraum. 1925 endete der Einsatz nach einem Defekt am Ariès vorzeitig.

## Statistik

### Le-Mans-Ergebnisse
| Jahr | Team                         | Fahrzeug      | Teamkollege     | Platzierung             | Ausfallgrund |
| ---- | ---------------------------- | ------------- | --------------- | ----------------------- | ------------ |
| 1924 | Société des Automobile Ariès | Ariès 8-10 CV | Fernand Gabriel | Rang 11 und Klassensieg |              |
| 1925 | Société des Automobile Ariès | Ariès 8-10 CV | Fernand Gabriel | Ausfall                 | Defekt       |